# Henri Eberhardt
Martin Henri Eberhardt (ur. 27 listopada 1913, w Riedisheim, zm. 4 lipca 1976 w Beaune) – francuski kajakarz. Dwukrotny medalista olimpijski.
Brał udział w dwóch igrzyskach olimpijskich przedzielonych wojną (IO 36, IO 48), na obu zdobywając medale. W 1936 zajął drugie miejsce w kajakowej jedynce na 10 000 metrów (składanym), w 1948 był trzeci w jedynce na dystansie 1000 metrów. W 1934 zdobył srebro mistrzostw Europy w pierwszej z tych konkurencji.